# Eugen Felgel
Eugen Felgel von Farnholz (* 16. Oktober 1877 in Wien; † 16. Februar 1943 ebenda) war ein österreichischer Baumeister und Architekt.

## Leben
Nach Abschluss an der Staatsgewerbeschule Wien 1898 studierte er bis 1902 an der Technischen Hochschule Charlottenburg. 1903 eröffnete er mit seinem älteren Bruder Oskar Felgel eine Bürogemeinschaft, der jedoch bereits 1904 mit Lehrtätigkeiten begann.
Nach dem Ersten Weltkrieg ging Eugen Felgel nach Bukarest. Erst 1939 kehrte er zurück. Er wurde am Friedhof der Feuerhalle Simmering bestattet (Abt. 2, Ring 3, Gruppe 2, Nr. 104). Das Grab ist bereits aufgelassen.
Den Rittertitel mit dem Namenszusatz von Farnholz erbte er von seinem Vater Anton Felgel von Farnholz, der Vizedirektor im Hof- und Staatsarchiv war.

## Bauten
| Foto |                 | Baujahr   | Name                                                                      | Standort                                                     | Beschreibung                                           | Metadaten                                                                               |
| ---- | --------------- | --------- | ------------------------------------------------------------------------- | ------------------------------------------------------------ | ------------------------------------------------------ | --------------------------------------------------------------------------------------- |
| BW   | Datei hochladen | 1903      | Miethäuser                                                                | Wien 9, Schubertgasse 16–20 Standort                         | Anmerkung: mit Max Haupt                               | P84(Architekt): P131(Ort):                                                              |
| ja   | Datei hochladen | 1904      | Elisabethruhe Denkmal HERIS-ID: 73687 Objekt-ID: 87012                    | Wien 14, Kahlenberg Standort                                 | Anmerkung: mit Oskar Felgel                            | P84(Architekt): P131(Ort):Döbling Region-ISO:AT-9                                       |
| ja   | Datei hochladen | 1908      | Miethaus                                                                  | Wien 5, Nikolsdorfer Gasse 1/Wiedner Hauptstraße 98 Standort | Anmerkung: mit Hubert Gangl                            | P84(Architekt):Eugen Felgel, Hugo Schuster, Hubert Gangl P131(Ort):Wien Region-ISO:AT-9 |
| BW   | Datei hochladen | 1908      | Miethaus                                                                  | Wien 19, Würthgasse 8 Standort                               | Anmerkung: mit Hubert Gangl                            | P84(Architekt): P131(Ort):                                                              |
| ja   | Datei hochladen | 1908–1909 | Rosenkranzkirche, Pfarrkirche Hetzendorf HERIS-ID: 28912 Objekt-ID: 25523 | Wien 12, Marschallplatz 6 Standort                           | Anmerkung: innen stark verändert, mit Hubert Gangl     | P84(Architekt):Hubert Gangl, Eugen Felgel P131(Ort):Wien Region-ISO:AT-9                |
| BW   | Datei hochladen | 1909      | Miethaus                                                                  | Wien 9, Canisiusgasse 17 Standort                            |                                                        | P84(Architekt):Eugen Felgel P131(Ort):Wien Region-ISO:AT-9                              |
| BW   | Datei hochladen | 1909      | Miethaus                                                                  | Wien 6, Bienengasse 3 Standort                               |                                                        | P84(Architekt):Eugen Felgel P131(Ort):Wien Region-ISO:AT-9                              |
| BW   | Datei hochladen | 1910      | Miethaus                                                                  | Wien 1, Riemergasse 9 Standort                               | Anmerkung: siehe auch Peters Operncafé Hartauer        | P84(Architekt):Eugen Felgel, Franz Zelenka P131(Ort):Wien Region-ISO:AT-9               |
| ja   | Datei hochladen | 1910      | Miethaus                                                                  | Wien 13, Trauttmansdorffgasse 48 Standort                    |                                                        | P84(Architekt):Eugen Felgel, Hugo Schuster, Hubert Gangl P131(Ort):Wien Region-ISO:AT-9 |
| ja   | Datei hochladen | 1910–1911 | Miethaus                                                                  | Wien 5, Wiedner Hauptstraße 106 Standort                     |                                                        | P84(Architekt): P131(Ort):                                                              |
| ja   | Datei hochladen | 1911      | Miethaus                                                                  | Wien 5, Stolberggasse 17 Standort                            |                                                        | P84(Architekt):Eugen Felgel P131(Ort):Wien Region-ISO:AT-9                              |
| ja   | Datei hochladen | 1911      | Miethaus                                                                  | Wien 13, Fichtnergasse 6a Standort                           |                                                        | P84(Architekt):Eugen Felgel P131(Ort):Wien Region-ISO:AT-9                              |
| BW   | Datei hochladen | 1911–1912 | Wohn- u. Geschäftshaus mit Lichtspielkino                                 | Wien 1, Wollzeile 17–19 Standort                             |                                                        | P84(Architekt):Eugen Felgel P131(Ort):Wien Region-ISO:AT-9                              |
| ja   | Datei hochladen | 1911–1912 | Wohn- u. Geschäftshaus                                                    | Wien 1, Franz-Josefs-Kai 13 Standort                         |                                                        | P84(Architekt):Eugen Felgel P131(Ort):Wien Region-ISO:AT-9                              |
| ja   | Datei hochladen | 1911–1913 | Miethaus                                                                  | Wien 8, Daungasse 1 Standort                                 | Anmerkung: mit Oskar Kaufmann                          | P84(Architekt): P131(Ort):Josefstadt Region-ISO:AT-9                                    |
| ja   | Datei hochladen | 1912–1913 | Wohn- u. Geschäftshaus HERIS-ID: 32242 Objekt-ID: 29313                   | Wien 1, Opernring 19 Standort                                |                                                        | P84(Architekt): P131(Ort):Innere Stadt Region-ISO:AT-9                                  |
| ja   | Datei hochladen | 1912–1913 | Miethaus                                                                  | Wien 4, Prinz-Eugen-Straße 68 Standort                       |                                                        | P84(Architekt): P131(Ort):                                                              |
| ja   | Datei hochladen | 1912–1913 | Miethäuser                                                                | Wien 7, Neubaugasse 38 Standort                              |                                                        | P84(Architekt): P131(Ort):                                                              |
| ja   | Datei hochladen | 1912–1913 | Miethäuser                                                                | Wien 7, Neubaugasse 68 Standort                              |                                                        | P84(Architekt): P131(Ort):                                                              |
|      | Datei hochladen | 1912–1913 | Neues Stadttheater mit dazugehörigem Miethaus                             | Wien 8, Skodagasse 20                                        | zerstört Anmerkung: nicht erhalten, mit Oskar Kaufmann | P84(Architekt): P131(Ort):                                                              |
|      | Datei hochladen | 1914      | Miethaus                                                                  | Wien 3, Schlachthausgasse                                    |                                                        | P84(Architekt): P131(Ort):                                                              |
| ja   | Datei hochladen | 1914      | Miethaus                                                                  | Wien 12, Thunhofgasse/Altmannsdorfer Straße 28 Standort      |                                                        | P84(Architekt):Eugen Felgel P131(Ort):Wien Region-ISO:AT-9                              |
|      | Datei hochladen | 1920      | Adaptierung Miethaus                                                      | Wien 23, Kaserngasse 19                                      | zerstört                                               | P84(Architekt): P131(Ort):                                                              |